# 千歳駅 (北海道)
千歳駅（ちとせえき）は、北海道千歳市千代田町7丁目にある、北海道旅客鉄道（JR北海道）千歳線の駅。駅番号はH13。電報略号はチセ。事務管理コードは▲131408。

## 概要
千歳市の代表駅。快速「エアポート」・特急「すずらん」が停車する。その他の特別快速列車・特急列車は当駅には停車しないため、1駅隣の南千歳駅で乗り換えとなる。札幌駅発着の普通列車は当駅で折り返すものが多い。終電は回送列車として札幌方面まで回送となる。石勝線・室蘭本線直通の普通列車も発着を行っている。
輸送量の増大と当駅の耐震基準が1970年（昭和45年）以前と古い適用基準であるため、高架橋の耐震補強が必要と判断され、工事を実施中。

## 歴史

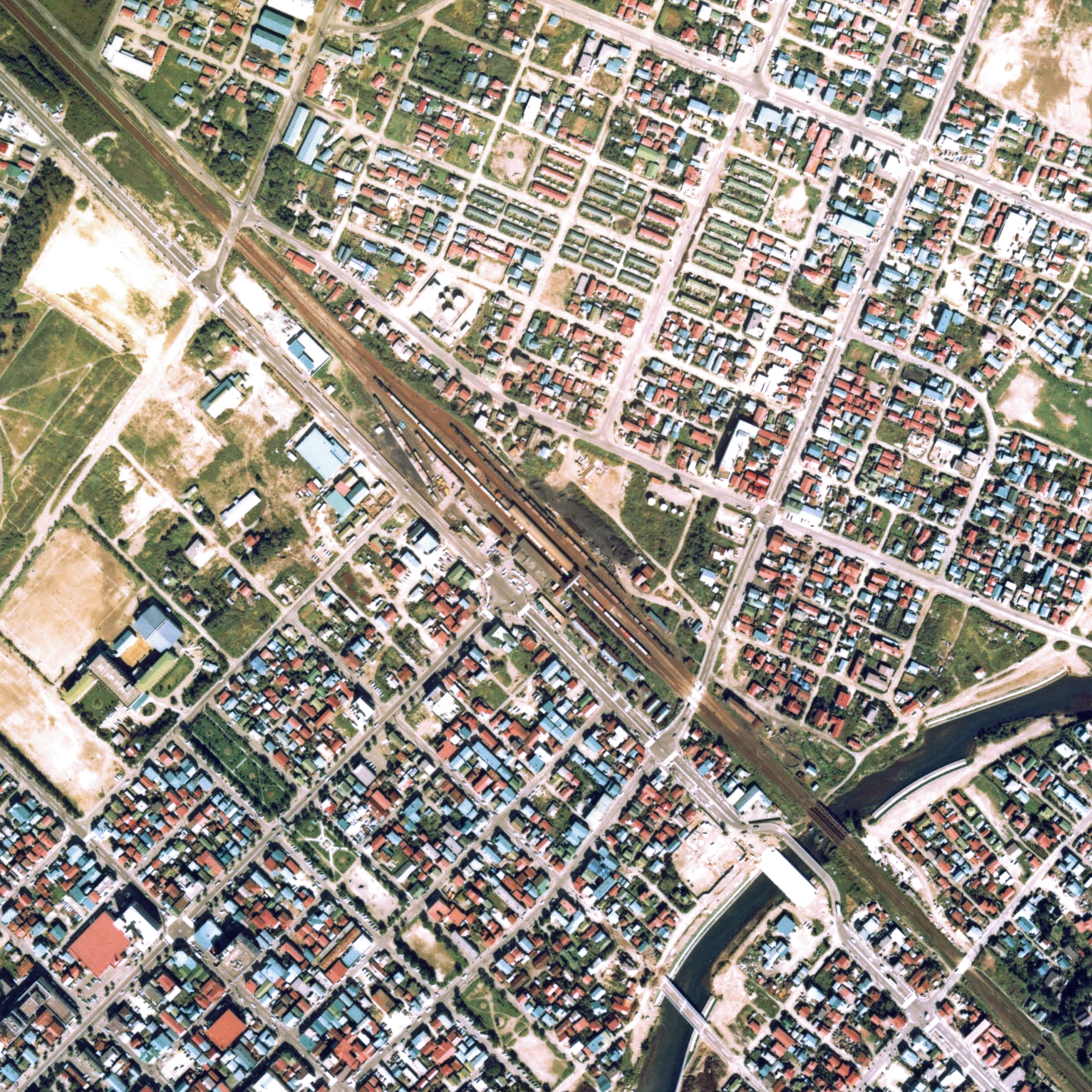
1976年の地上駅時代最後の頃の千歳駅と周囲約1km範囲。右下が苫小牧方面。単式・島式の複合ホーム2面3線、石炭が野積みされた駅裏ヤード側に3本の留置線、駅舎横の札幌方面の貨物ホームに2本の引込み線、そのさらに札幌方面のヤードに斜めに1本の引込み線を有している。裏南端には転車台が残されている。かつての営林署貯木場は、写真左隅上方の国道の下に広がる空き地にあって構内端近くより90度近い円を描いて専用線が敷かれていた。

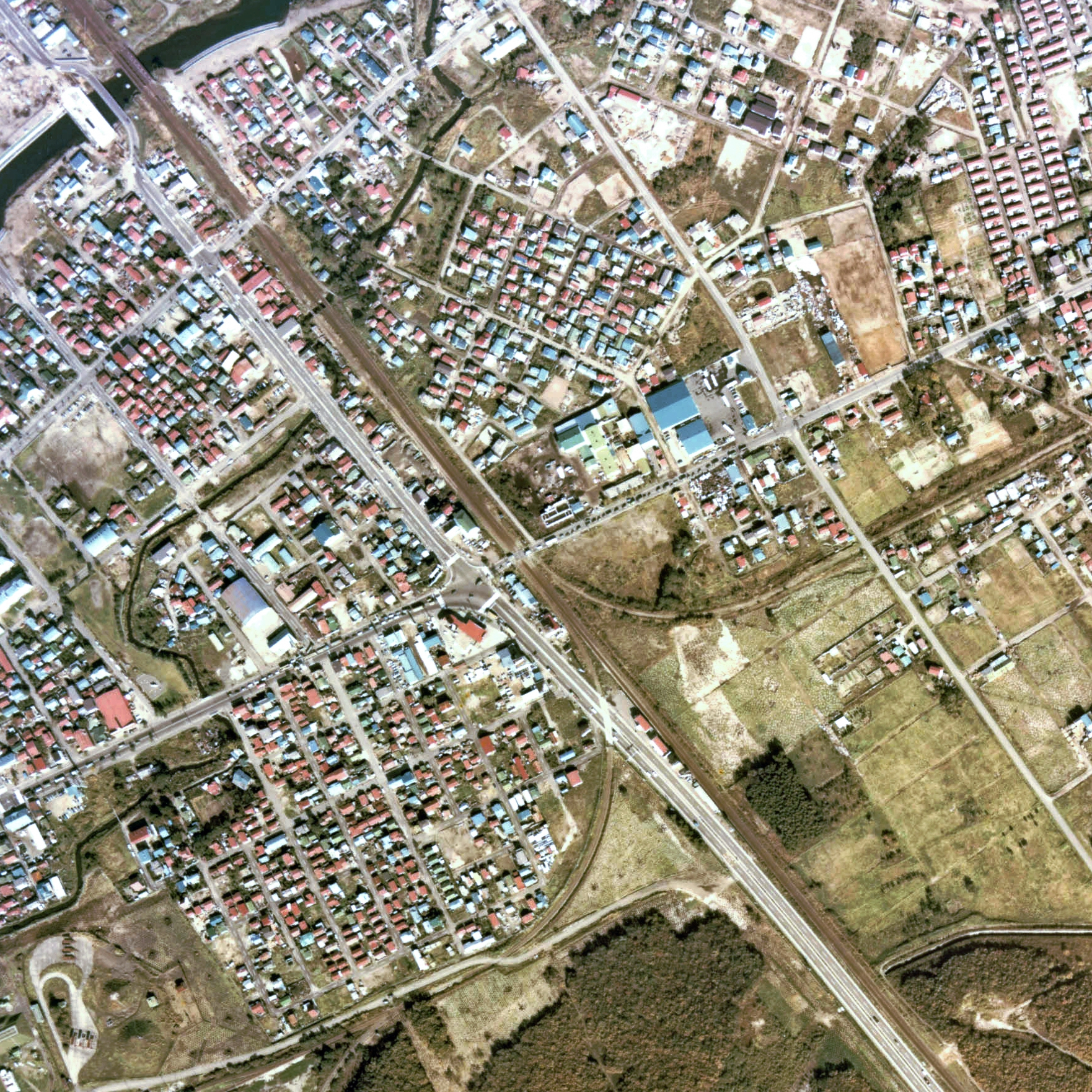
1976年の千歳駅の南にあった軍用引込み線と周囲約1km範囲。右下が本線苫小牧方面。右方向へ旧海軍千歳第二飛行場（後の陸上自衛隊東千歳駐屯地）、左方向へ旧海軍千歳第一飛行場（後の航空自衛隊千歳基地）が向かっていた。いずれも戦後一旦廃止されたがGHQにより再敷設され、後に自衛隊が利用していた。

- 1926年（大正15年）8月21日もしくは22日：北海道鉄道札幌線の駅として開業（一般駅）[3]。
- 1941年（昭和16年）8月：海軍航空隊第1及び第2基地へ軍用引込線敷設（昭和14年頃に敷かれたという説もある）。
- 1943年（昭和18年）10月1日：戦時買収により北海道鉄道が国有化され、鉄道省千歳線の駅となる[4]。
- 1946年（昭和21年）：前年に設置された恵庭営林署管轄の貯木場へ専用線400m敷設。
- 1948年（昭和23年）
  - 2月22日：駅舎が全焼[5][6]。
  - 12月：2代目駅舎竣工。
- 1949年（昭和24年）
  - 月日不明：進駐軍により旧海軍の2基地へ軍用引込線再敷設[7]。
  - 6月1日：日本国有鉄道（国鉄）に移管。
- 1953年（昭和28年）1月28日：再び駅舎が全焼[7][8]。
- 1954年（昭和29年）4月10日：3代目駅舎竣工[8]。
- 1960年（昭和35年）：貯木場専用線撤去。
- 1965年（昭和40年）9月22日：恵庭方面複線化供用開始[9]。
- 1968年（昭和43年）11月25日：美々方面複線化供用開始[9]。
- 1976年（昭和51年）8月：高架化工事着工[10][11]。
- 1978年（昭和53年）12月1日：航空自衛隊専用線廃止[12]。
- 1980年（昭和55年）
  - 4月30日：貨物取扱い廃止[10][11]。貨物取扱いを恵庭駅へ移管[11]。
  - 7月10日：千歳市街地の千歳線高架が供用開始[11]。
  - 10月1日：4代目駅舎（高架駅）開業[13]。
- 1985年（昭和60年）3月14日：荷物取扱い廃止。
- 1987年（昭和62年）4月1日：国鉄分割民営化により、北海道旅客鉄道（JR北海道）の駅となる[14]。
- 1998年
  - 6月17日：バリアフリー化工事着工[12]。
  - 12月14日：バリアフリー化工事完成。エレベーター2基・エスカレーター6基、自動改札機、身障者用トイレを設置[12]。
- 2004年（平成16年）4月：JR千歳駅西口の周辺整備事業の一環としてペウレ千歳（現在の千歳ステーションプラザ）が開業し、駅2階コンコースに北改札口と連絡通路を新設[新聞 1]。
- 2005年（平成17年）11月21日：駅ナカBANK（ステーションATM）設置[新聞 2]。
- 2008年（平成20年）10月25日：ICカードKitaca使用開始[14]。
- 2015年（平成27年）10月27日：指定席券売機導入。
- 2016年（平成28年）3月31日：旅行センターが営業終了[新聞 3]。
- 2019年（平成31年）
  - 1月7日：北口に話せる券売機が導入される[報道 1]。
  - 3月16日：特急「スーパー北斗」23号[注釈 1]が当駅に停車するようになる[報道 3]。
- 2020年（令和2年）10月1日：北口のみどりの窓口が営業終了[15]。北口は終日無人となる。
- 2021年（令和3年）3月13日：特急「北斗」23号[注釈 1]の取りやめに伴い、当駅に停車する特急列車が再び「すずらん」のみとなる[報道 4][報道 5]。
- 2024年（令和6年）
  - 12月9日：駅構内の信号設備で停電が発生し、多数の列車に運休が生じる[16]。

### 駅名の由来
「千歳市#市名の由来」を参照。

## 駅構造
島式ホーム2面4線を有する高架駅。南千歳駅を過ぎてから当駅を挟み長都駅手前までの区間が高架化されている。外側線（1・4番線）が本線である。なお、構内の本線にも速度制限が設けられている（110km/h）。
ホームは3階にあり、コンコースが2階に、駅施設（駅長室など）は1階に位置する。これは当時建設中であった東北新幹線・上越新幹線駅舎の試作として新幹線規格で建設したものである。
終日社員配置駅。1階南口には、みどりの窓口・自動券売機・指定席券売機・自動改札機・エレベーター・エスカレーター設置。2階北口には、自動券売機・話せる券売機・自動改札機設置。駅舎には北海道キヨスク運営のコンビニエンスストア(セブン-イレブン) がある。
なお、駅構内には千歳観光連盟が千歳駅観光案内所と千歳観光物産サテライト「ミル」を併設して運営していたが、2024年（令和6年）1月31日で閉所することになった。

### のりば

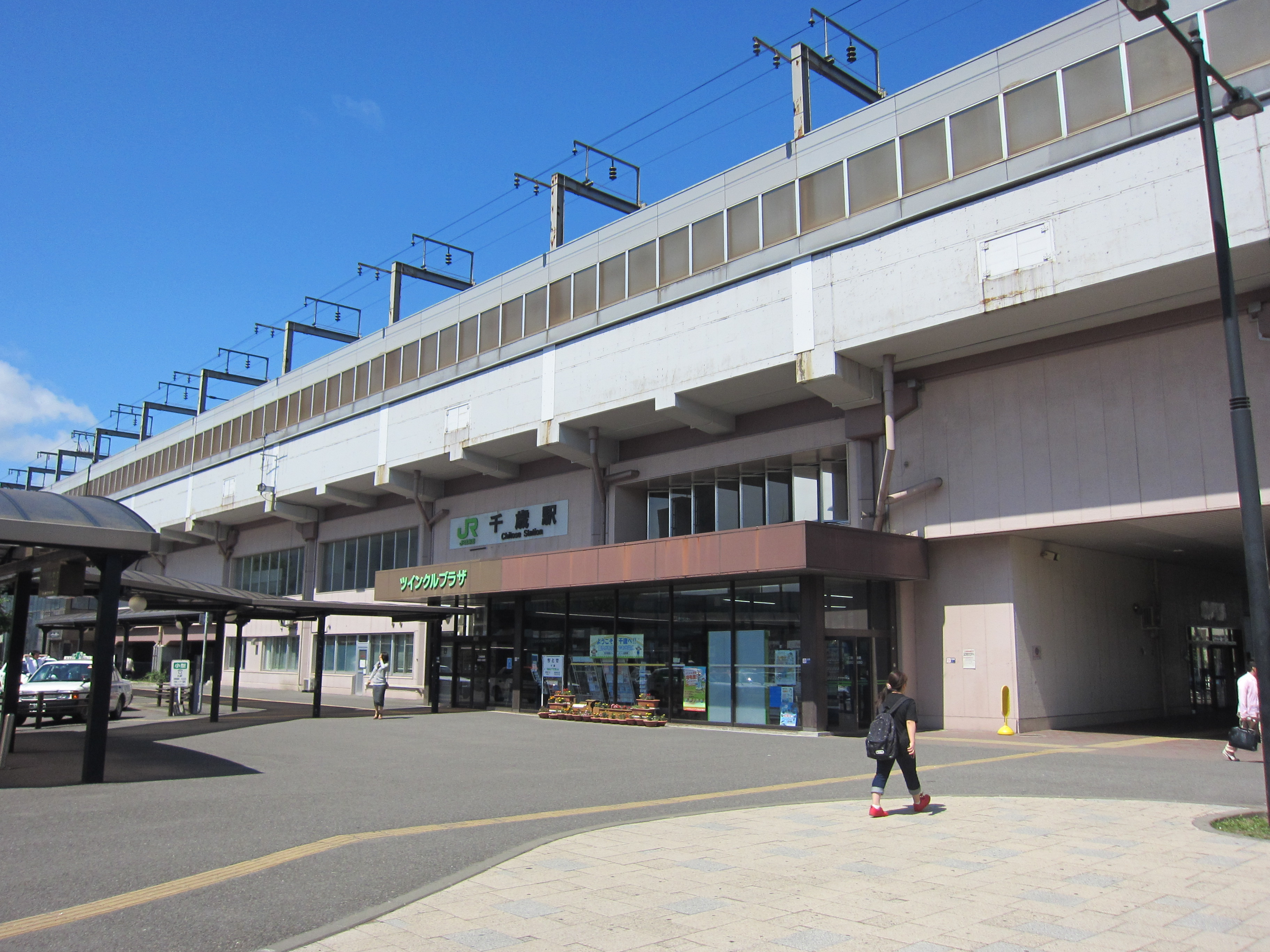
東口（2014年7月）
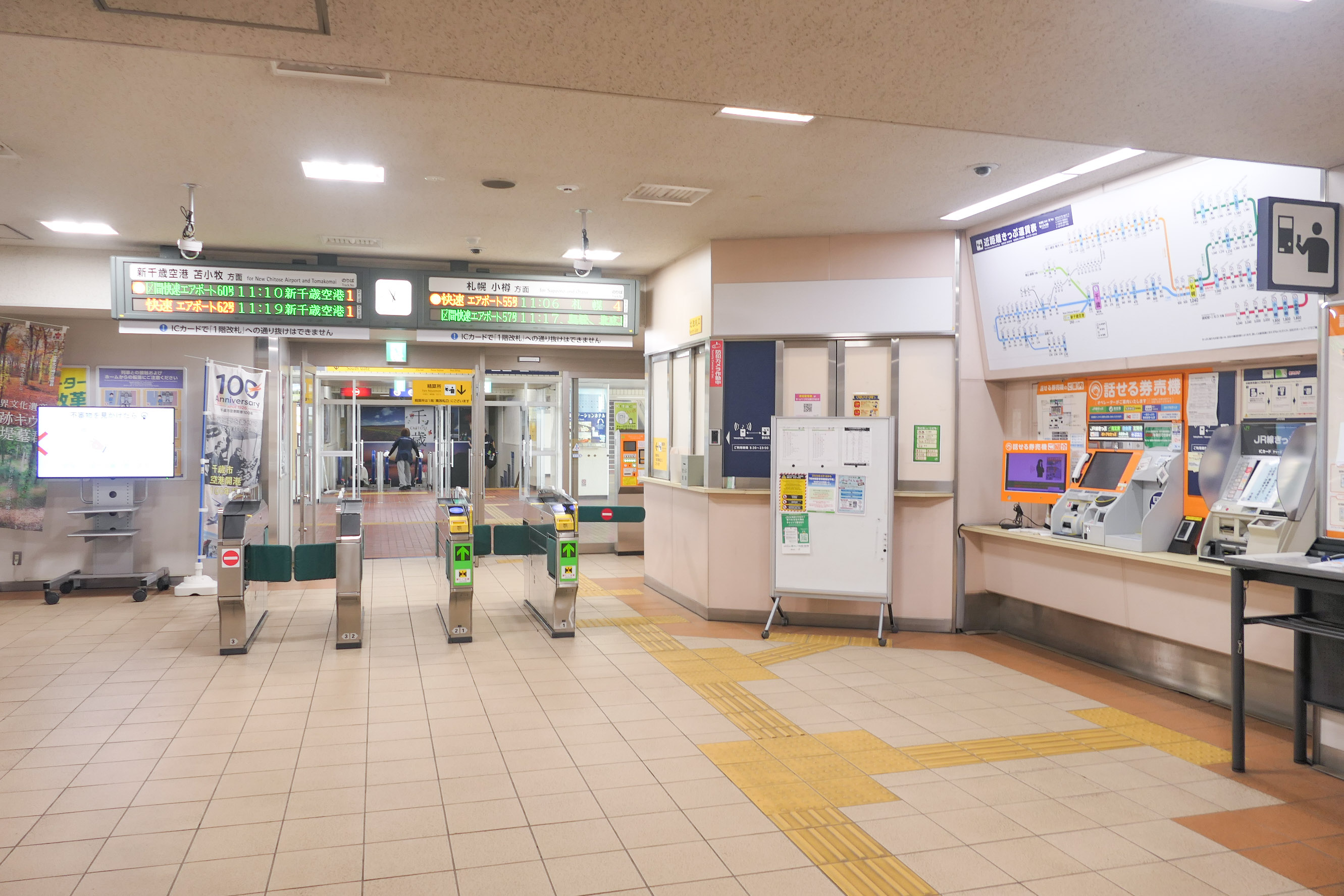
北改札口（2025年8月）
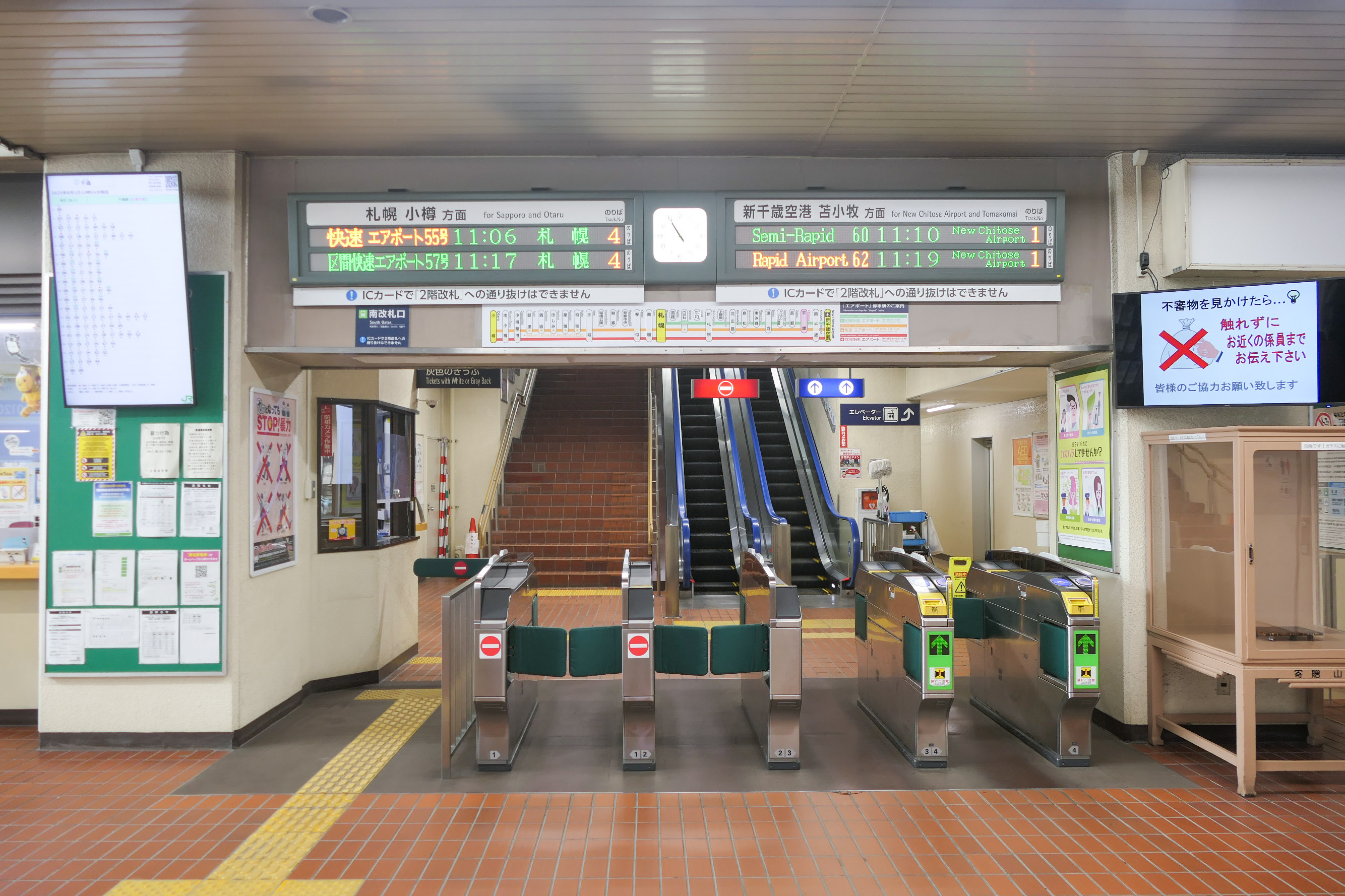
南改札口（2025年8月）
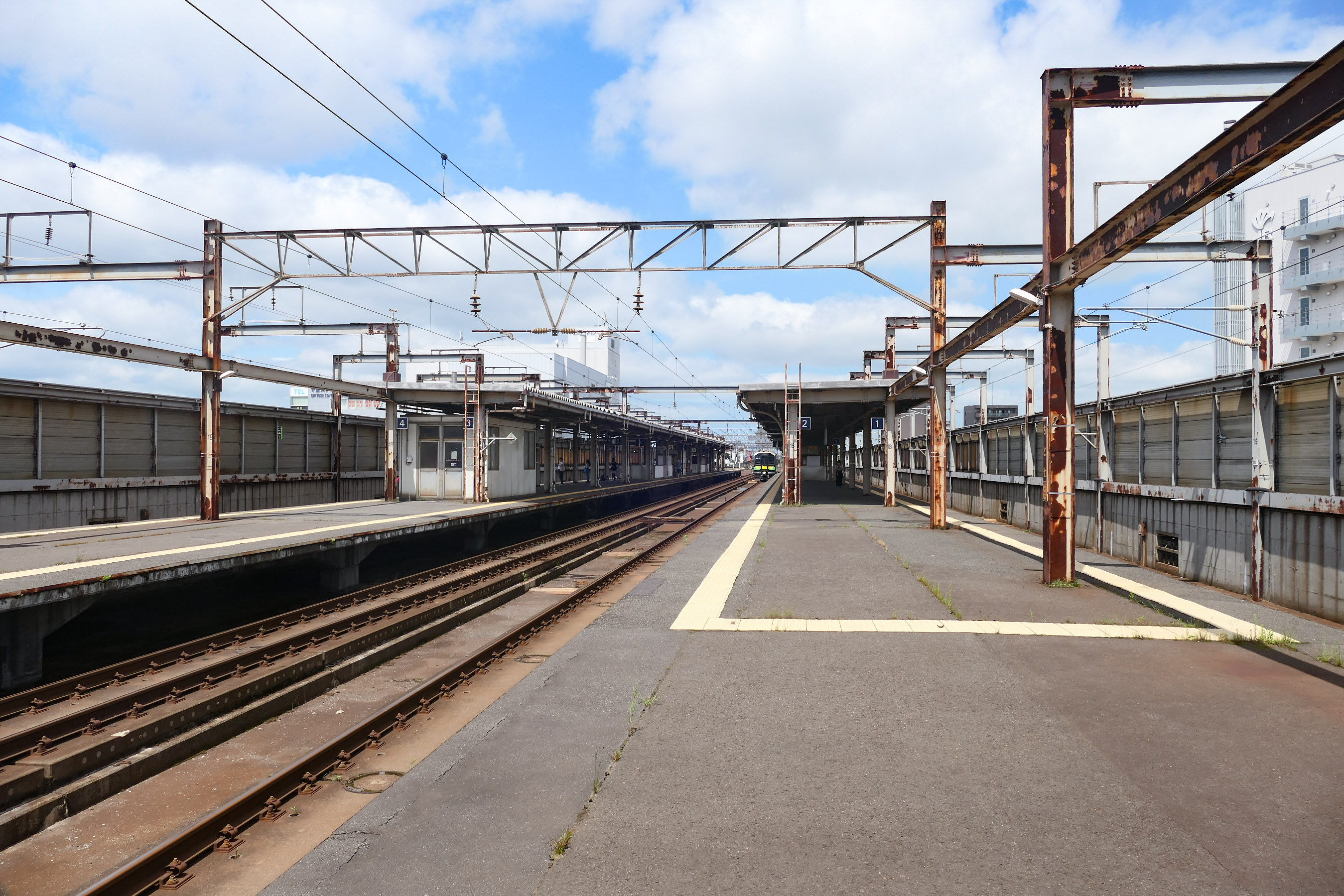
ホーム（2025年8月）

| 番線 | 路線    | 方向 | 行先                   | 備考 |
| ---- | ------- | ---- | ---------------------- | ---- |
| 1    | ■千歳線 | 上り | 新千歳空港・苫小牧方面 | ※    |
| 2    | ■千歳線 | 上り | 新千歳空港・苫小牧方面 |      |
| 2    | ■千歳線 | 下り | 札幌・小樽方面         |      |
| 2    | ■石勝線 | 下り | 追分方面               |      |
| 3    | ■千歳線 | 上り | 苫小牧方面             |      |
| 3    | ■千歳線 | 下り | 札幌・小樽方面         |      |
| 3    | ■石勝線 | 下り | 追分方面               |      |
| 4    | ■千歳線 | 下り | 札幌・小樽方面         | ※    |

- ※：特急列車・快速列車発着ホーム

- 東口（2014年7月）
- 北改札口（2025年8月）
- 南改札口（2025年8月）
- ホーム（2025年8月）

## 利用状況
2023年（令和5年）度の1日平均乗車人員は8,840である。JR北海道内の駅別乗車人員で8番目に多い駅となっている。
近年の乗車人員の推移は以下の通りである。なお、2011年（平成23年）度から2015年（平成27年）度は年間（単位は千人）、2016年（平成28年）度以降は1日平均（単位は人）の乗車人員データである。
| 年度               | 乗車人員 | 出典   |
| ------------------ | -------- | ------ |
| 2011年（平成23年） | 2,951    | [ 19 ] |
| 2012年（平成24年） | 3,013    | [ 19 ] |
| 2013年（平成25年） | 3,065    | [ 19 ] |
| 2014年（平成26年） | 3,114    | [ 19 ] |
| 2015年（平成27年） | 3,156    | [ 19 ] |
| 2016年（平成28年） | 8,749    | [ 18 ] |
| 2017年（平成29年） | 8,937    | [ 18 ] |
| 2018年（平成30年） | 9,087    | [ 18 ] |
| 2019年（令和元年） | 9,075    | [ 18 ] |
| 2020年（令和02年） | 6,808    | [ 20 ] |
| 2021年（令和03年） | 6,905    | [ 21 ] |
| 2022年（令和04年） | 7,957    | [ 22 ] |
| 2023年（令和05年） | 8,840    | [ 18 ] |

## 駅周辺

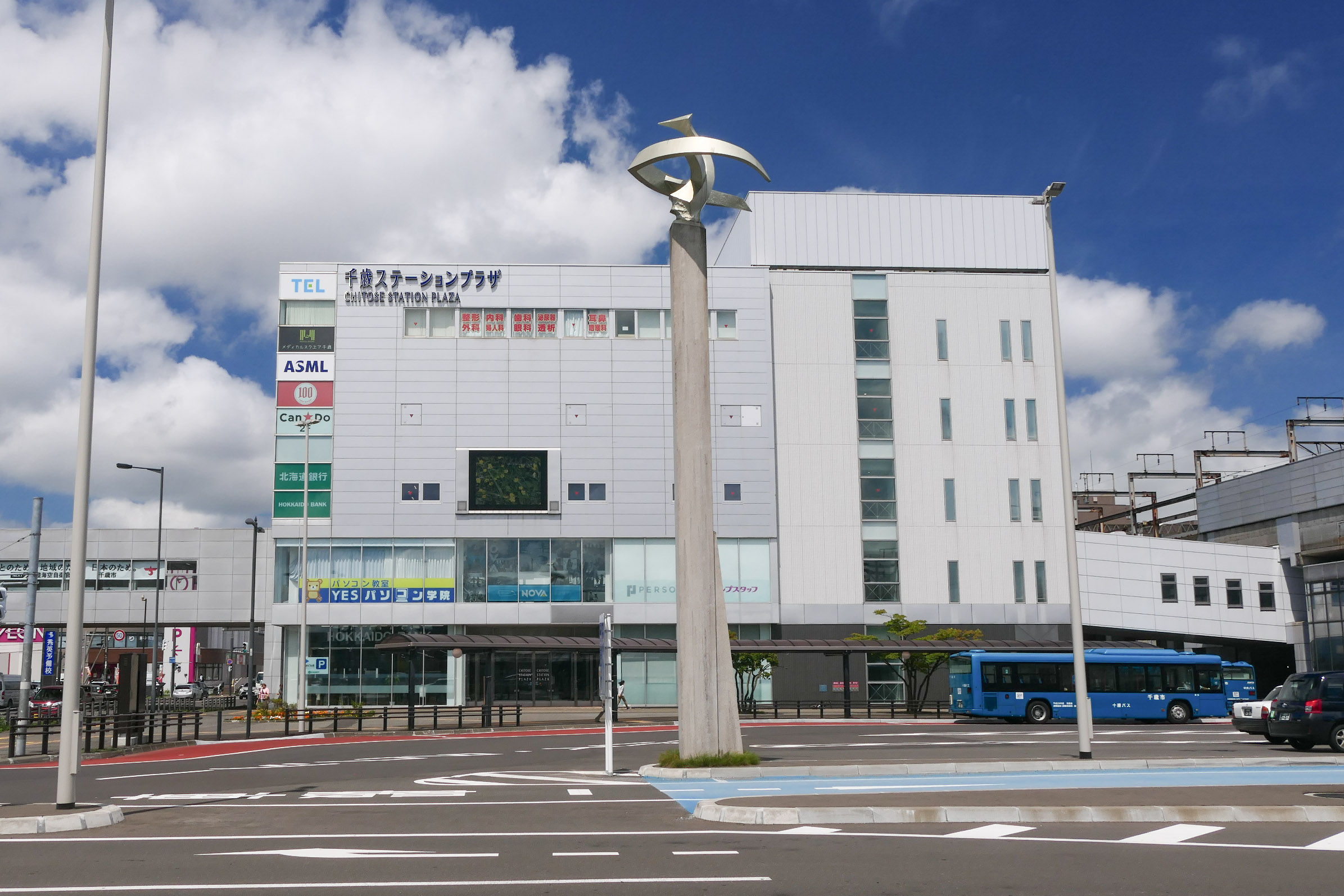
千歳ステーションプラザ（2025年8月）

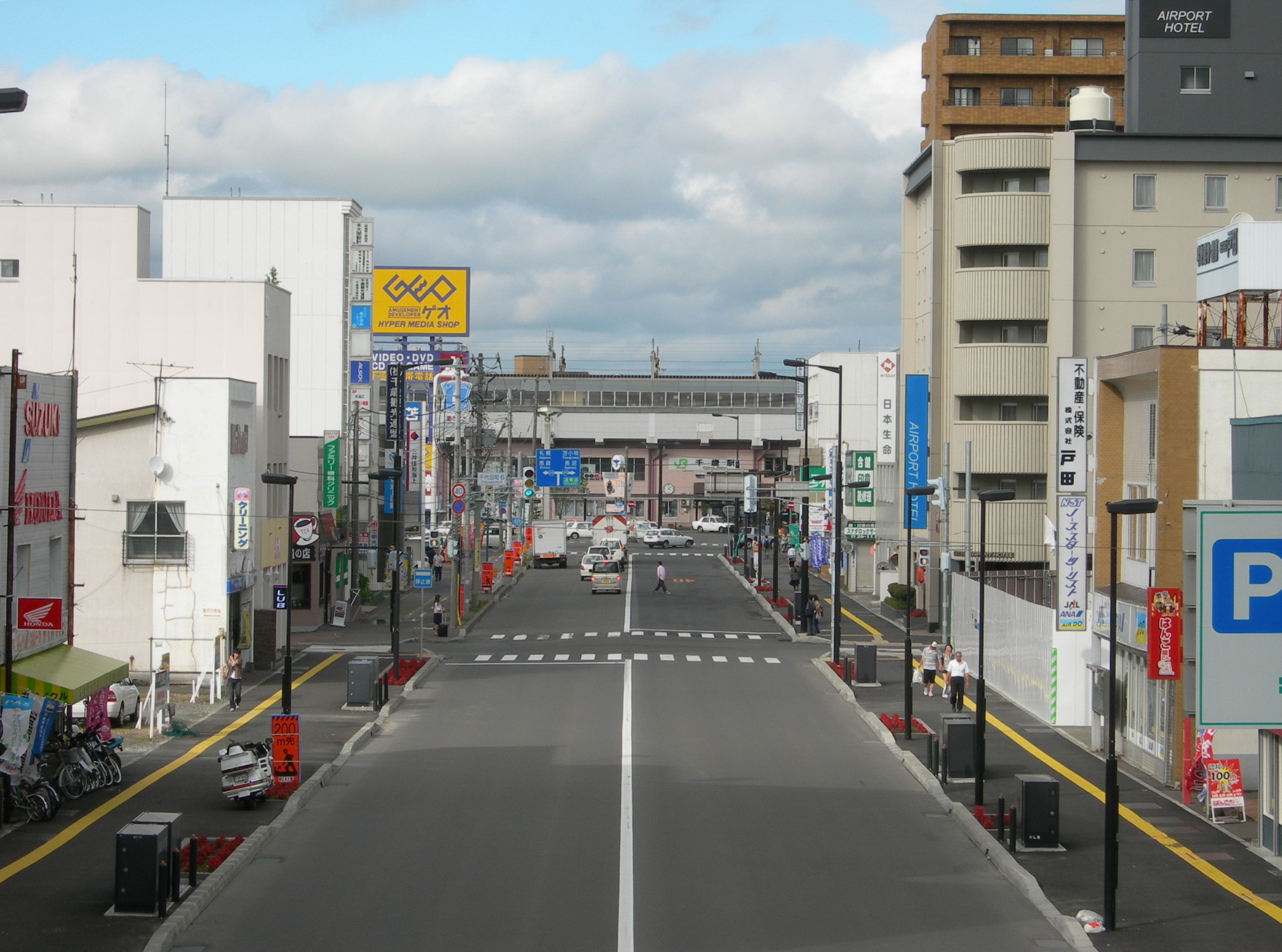
駅大通（2007年7月）

西口は青葉公園、千歳第一病院、千歳市役所、千歳市消防本部・消防署、千歳警察署、東口は青空公園、道の駅サーモンパーク千歳、サケのふるさと 千歳水族館への最寄口になっている。

### 再整備事業
千歳市では2022年度から2024年度までの3年間の計画で再整備事業を実施している。
再整備により東口広場には学校などの送迎用マイクロバスの専用乗降場が設置される（東口広場では工事に伴い2022年9月5日から無料駐車場が閉鎖される）。また、西口広場には路線バスのロータリーが設置される。

### 主な施設
- JRイン千歳
- 千歳ステーションプラザ（千歳駅バスターミナル併設）
- 千歳警察署駅前交番
- 千歳郵便局
- 苫小牧信用金庫千歳支店
- 苫小牧民報社千歳支局
- 千歳エアポートホテル
- ホテルルートイン千歳駅前
- ホテルエリアワン千歳
- クイーンズホテル千歳
- 千歳駅前郵便局
- 北門信用金庫千歳支店
- もりもと本店
- 北海道銀行千歳支店
- 千歳第一ホテル
- 千歳タウンプラザ
- Aiba千歳（J-PLACE千歳）
- ベストウェスタンプラスホテルフィーノ千歳
- 北洋銀行千歳中央支店
- 北海道信用金庫千歳支店
- ホテルウィングインターナショナル千歳
- 北央信用組合千歳支店
- イオン千歳店
  - セリア イオン千歳店
- 千歳市立千歳中学校
- ANAクラウンプラザホテル千歳
- 北ガス文化ホール（千歳市民文化センター）
- 北海道千歳高等学校
- 千歳市立北進小中学校
- 千歳市立北栄小学校

## バス路線
- 北海道中央バス（千歳営業所、千歳線）
- 千歳相互観光バス
- 道南バス
- あつまバス

## 隣の駅
北海道旅客鉄道（JR北海道）
■千歳線　■石勝線（当駅 - 南千歳駅間千歳線乗り入れ）

南千歳駅 (H14) - 千歳駅 (H13) - 長都駅 (H12)